# Mátrai Tamás (színművész)
Mátrai Tamás (Marcali, 1961. január 30. –) magyar színész.

## Életpálya
Marcaliban született, 1961. január 30-án. 1984-ben színészként diplomázott Simon Zsuzsa osztályában, a Színház- és Filmművészeti Főiskolán. Pályáját Nyíregyházán, a Móricz Zsigmond Színházban kezdte. 1990-től a budapesti József Attila Színház tagja volt. 1993-tól szabadfoglalkozású színművész.

## Fontosabb színházi szerepei
- Páskándi Géza: Lélekharang... Libényi János
- Bohumil Hrabal: Őfensége pincére voltam... Pincér
- Pierre-Augustin Caron de Beaumarchais: A sevillai borbély... Figaro
- Oscar Wilde: Bunbury... Jack Worthing
- Horváth Péter: Csao Bambino... Kishorvát
- Lengyel Menyhért: A waterlooi csata... Végh, filmrendező
- Herczeg Ferenc: A Gyurkovics lányok... Radványi Gida
- Molière: Úrhatnám polgár... Filozófiatanár
- Csizner Ildikó: Madárka... Madárka
- Jaroslav Hašek – Horváth Péter – Béres Attila: Svejk vagyok... Bretschneider
- Makszim Gorkij: Éjjeli menedékhely... Klescs

## Filmek, tv
- Bajuszverseny (1983)
- Malom a Séden (1989)...Feri
- A skorpió megeszi az ikreket reggelire (1992)...Ervin
- Kis Romulusz (sorozat, 1995)...Lipovecz